# Макголдрик, Дэвид
Дэвид Джеймс Макголдрик (англ. David James McGoldrick; 29 ноября 1987, Ноттингем, Англия) — ирландский футболист английского происхождения, играющий на позиции нападающего, игрок клуба «Барнсли».

## Карьера
Макголдрик родился в Ноттингеме, Ноттингемшир. Он окончил академию клуба «Ноттс Каунти», и дебютировал за основной состав 24 января 2004 года в матче второго дивизиона с «Суиндон Таун» на стадионе Медоу Лейн. Он заменил Фрейзера МакХью и сыграл несколько минут, однако, его команда проиграла (2:1). Свой первый выход в стартовом составе Дэвид получил 14 февраля, сыграв 86 минут с «Борнмутом» (1:0). Он сыграл еще дважды в 2003-2004 годах, в конце которых, «Ноттс» было понижен в Третий дивизион.